# Oteana ata
Oteana ata är en insektsart som beskrevs av Hoch 2006. Oteana ata ingår i släktet Oteana och familjen kilstritar. Inga underarter finns listade i Catalogue of Life.